# 佐野成宏
佐野 成宏（さの しげひろ、1965年2月18日 - 2025年1月10日）は、日本のオペラ歌手。東京音楽大学特任教授。 長野県駒ヶ根市出身。

## 経歴
郷里の駒ヶ根市立赤穂中学校で合唱にはまり（指導：小林雅彦）、合唱好きの少年として育つ。進学先の長野県赤穂高等学校でも合唱を続け、大学では室内混声合唱団に所属（指導：岡本俊久）。
1983年に武蔵野合唱団入団し、指揮者小林研一郎の指導を受け声楽家への道を歩む。東京経済大学卒業後、東京音楽大学専修コースを経て、1988年に東京芸術大学声楽科入学。原田茂生、東敦子、鹿野道男に師事。芸大在学中、日本フィルハーモニー交響楽団特別演奏会『レクイエム』（モーツァルト）のソリスト等、数々の演奏会に出演。
1992年に東京芸術大学卒業。同大学院入学後、イタリアへ留学。 パルマのアリゴ・ボーイト国立音楽院に学び、現在に至る。ルチアーノ・パヴァロッティの師であるアリゴ・ポーラに師事。 在学中も欧州各地でのコンサート、オペラ出演等に活躍。現在は日本をはじめイタリア、フランス、ドイツをはじめ世界中の都市でオペラ・コンサートに出演している。イタリア・モデナ在住。
日本でのオペラデビューは1996年1月、藤原歌劇団「椿姫」アルフレード役を務めた。
1999年、モービル音楽賞（奨励賞）受賞。
2025年1月10日、急性心不全のため死去。59歳没。